# Juan García Larrondo
Juan García Larrondo (El Puerto de Santa María, 1965) es un dramaturgo español.

## Biografía
Juan García Larrondo es miembro de la Academia de las Artes Escénicas de España y de la Asociación de Autores de Teatro. Cuenta tras de sí con una extensa trayectoria artística avalada con varios estrenos y la publicación de gran parte de su obra teatral por la que ha recibido, además, importantes reconocimientos dentro de nuestro país y también fuera de nuestras fronteras; entre ellos, el Premio Internacional “Teatro Romano de Mérida”, por “El Último Dios”, inspirado en las “Memorias de Adriano” de Marguerite Yourcenar, el Primer Premio “Marqués de Bradomín” por “Mariquita aparece ahogada en una cesta”, el Segundo Premio de Teatro “Hermanos Machado” por “Noche de San Juan” o el IX Premio “El Espectáculo Teatral” por “Agosto en Buenos Aires”.
Asimismo, ha sido también galardonado en otros certámenes literarios como el Premio Kutxa-Ciudad de San Sebastián, en el Premio Nacional de Teatro Calderón de La Barca, en el Premio Tramoya de Veracruz (México) y en los Premios Colosseo d´Oro de Roma y “Angelo Musco” de la Academia Il Convivio de Sicilia, ambos en Italia. En 2012, su versión de la obra de Albert Camus “El estado de sitio”,galardonada con el Primer Premio «Alfred de Musset» de adaptaciones teatrales en 2018, sirvió para inaugurar los actos conmemorativos del Bicentenario de la Constitución de Cádiz. En 2013, fue elegido finalista del Premio Andalucía de la Crítica en su modalidad de Teatro por «Celeste Flora«, una de las piezas más conocidas y representadas de toda su carrera.
Tras más de treinta años vinculado con el mundo del teatro, Larrondo sigue compaginando su labor como dramaturgo con su afición hacia otros géneros como la poesía o la fotografía y, ocasionalmente, con su trabajo como guionista para series de televisión, aunque hasta la fecha ha sido a través de su producción dramática donde el autor ha recibido mayores reconocimientos. En 2018 fue nominado al Premio Lorca de Teatro Andaluz como mejor autor teatral por su obra «Bendita Gloria», publicada en Artezblai Editorial.

## Obras

### Teatro
- Bendita Gloria (o naftalina en el abismo)
- Al Mutamid (Sueño en un Acto)
- Noche de San Juan (Farsa, fábula y cuento para licántropos)
- Agosto en Buenos Aires
- La cara okulta de Selene Sherry
- Celeste Flora
- Mariquita aparece ahogada en una cesta
- Zenobia
- El Último Dios

### Teatro breve
- Theatrvm Fugit (Póstumo en tercera persona)
- Diálogos
- Antífona a Santa Rita del colon irascible
- Ego Svm Lvx Mvndi
- Antes que nada, mi chocho (con perdón)
- Ecce Homo
- Amalia (¡Pero en defensa propia!)
- Seré Isla
- Microteatros

### Dramaturgias
- El estado de sitio

## Publicaciones
- Antífona a Santa Rita del colon irascible. Ediciones Irreverentes, Madrid, 2022.
- Theatrum Fugit. Ediciones Irreverentes, Madrid, 2017.
- Bendita Gloria (o naftalina en el abismo). Artezblai, Bilbao, 2017.
- Comedias Selektras (Mariquita aparece ahogada en una cesta. La cara okulta de Selene Sherry). Ediciones Irreverentes, Madrid, 2016.
- Diálogos, fragmentos y otras levanteras (teatro y perversos incompletos). Ediciones El Boletín, El Puerto de Santa María, 2015.
- Agosto en Buenos Aires. Ediciones Irreverentes, Madrid, 2014.
- Celeste flora. Ediciones Irreverentes, Madrid, 2013.
- Noche de San Juan. Ediciones La Avispa, Madrid, 2002.
- Mariquita aparece ahogada en una cesta. La cara okulta de Selene Sherry. Centro Andaluz de Teatro, 1996.
- Teatro de la memoria. Ediciones Altazor, Madrid, 1996.

## Premios y reconocimientos
2018: Primer Premio de Teatro «Alfred de Musset» convocado por Ediciones Irreverentes a la adaptación de la obra de Albert Camus El estado de sitio.
2018: Nominación a los VI Premios Lorca del Teatro Andaluz 2018 a la Mejor Autoría Teatral por Bendita Gloria interpretada por Compañía Albanta.
2014: Finalista del IV Premio Andalucía de la Crítica en la modalidad de Teatro por Celeste Flora. 
2014: Primer Premio de Teatro “El Espectáculo Teatral” de Ediciones Irreverentes por la obra Agosto en Buenos Aires .
2007: Premio ATEA de la Asociación de Espectadores de Andalucía a todo el equipo de Linze TV por la serie televisiva Arrayán. 
2006 Biznaga de Plata del Festival de Cine de Málaga a todo el equipo de Linze TV por la serie televisiva Arrayán.  
2005-2011: Miembro de la Comisión Asesora del Centro Andaluz de Teatro de la Junta de Andalucía. 
2005: Premio Ondas de Televisión a todo el equipo de Linze TV por la serie televisiva Arrayán.
2004: Premio Speciale del Concorso Teatrale “Angelo Musco” de la Accademia Internazionale “Il Convivio” de Motta Camastra, en Castiglione di Sicilia (Italia) por la versión italiana de Mariquita aparece ahogada en una cesta.  
2000: Finalista del Premio Tramoya 2000 de Veracruz (Méjico) por Agosto en Buenos Aires. 
2000: Cinquina en el Colosseo D´Oro de Roma (Italia) por Mariquita aparece ahogada en una cesta. 
2000: Primer Premio de Teatro Breve “Doña Mencía”. Por la obra Seré Isla. 
1998: Finalista del XVII Premio de Teatro “Hermanos Machado”  por la obra Noche de San Juan (Farsa, Fábula y Cuento para Licántropos).
1995: Insignia de Oro  de la Peña Cultural “El Chinchal” de El Puerto de Santa María, en reconocimiento a la labor teatral. 
1994: Galardón del Colectivo Teatral Portuense por el conjunto de actividades teatrales. 
1994: Segundo Premio de Teatro “Ciudad de San Sebastián” por la obra Celeste Flora. 
1993: Finalista en el VII Certamen de Cuentos del Ayuntamiento de Muskiz (Vizcaya) por el relato Sobre Galba, la vorágine.
1993: Primer Premio de Teatro “Ciudad de San Sebastián” por la obra Mariquita aparece ahogada en una cesta (Rehusado por incompatibilidad con el anterior). 
1992: Primer Premio de Teatro “Marqués de Bradomín” del Ministerio de Asuntos Sociales, por la obra Mariquita aparece ahogada en una cesta. 
1992: Mención Especial en el Premio Nacional de Teatro “Calderón de la Barca”  del Ministerio de Cultura, por la obra Mariquita aparece ahogada en una cesta. 
1989: II Premio Internacional “Teatro Romano de Mérida” por la obra El Último Dios.